# Sciophila calopus
Sciophila calopus är en tvåvingeart som först beskrevs av Jacques-Marie-Frangile Bigot 1888.  Sciophila calopus ingår i släktet Sciophila och familjen svampmyggor. Inga underarter finns listade i Catalogue of Life.